# Wang Chuqin
Wang Chuqin (chinesisch 王楚钦, Pinyin Wáng Chǔqīn; * 11. Mai 2000 in Jilin) ist ein chinesischer Tischtennisspieler. Im Doppel wurde er 2019 und 2023, im Mixed 2021, 2023 und 2025, mit der Mannschaft 2018, 2022 sowie 2024 Weltmeister. Im Einzel gewann er dreimal die WTT (Cup) Finals. 2025 wurde er bei den Weltmeisterschaften in Doha Weltmeister im Herren-Einzel.

## Werdegang
Seine ersten internationalen Auftritte hatte Wang ab 2012 bei verschiedenen Jugend-Turnieren. Bei der Jugend-Asienmeisterschaft 2013 gewann er Silber im Einzel und Gold mit dem Team. Sein erstes Turnier im Erwachsenenbereich waren die Argentinia Open 2014, bei denen er im U-21-Turnier Zweiter wurde, bei den Brazilian Open eine Woche später kam er im Einzel ins Halbfinale. Von 2014 bis 2017 gewann er bei Jugend-Welt- und Asienmeisterschaften zahlreiche weitere Medaillen im Einzel, Doppel, Mixed und mit dem Team.
Ab 2018 wurde er verstärkt im Erwachsenenbereich eingesetzt. Bei den Hungarian Open 2018 erreichte er das Finale, das er gegen Vize-Weltmeister Fan Zhendong verlor. Als Teil der chinesischen Mannschaft, für die er ein Einzel absolvierte, wurde er zudem Weltmeister. Im Juni erreichte er erstmals eine Position unter den Top 100 der Weltrangliste, bei den Asienspielen holte er Gold im Team und im Mixed mit Sun Yingsha, mit der er auch – genau wie im Einzel – die Olympischen Jugendspiele gewinnen konnte. Bei den Hungarian Open 2019 kam er nach Siegen über den Weltranglisten-Sechsten Hugo Calderano und die Nummer 1 Fan Zhendong wieder ins Finale, das er gegen Lin Gaoyuan verlor. Im April konnte er im Doppel bei der Weltmeisterschaft starten und gewann zusammen mit Ma Long Gold. Bei den Korea und Australian Open folgten Siege unter anderem über die Top -10-Spieler Tomokazu Harimoto, Liang Jingkun und Einzel-Weltmeister Ma Long, und im Oktober siegte er bei den Swedish Open, nachdem er unter anderem Harimoto, Liang Jingkun und Lin Gaoyuan mit 4:0 geschlagen hatte. Im November erreichte er Weltranglistenplatz 15, wurde aber vom chinesischen Verband für drei Monate gesperrt, nachdem er nach seiner Vorrundenniederlage gegen Zhao Zihao bei den Austrian Open seinen Schläger auf den Tisch geworfen hatte.
2021 konnte er zum ersten Mal im Einzel an der Weltmeisterschaft teilnehmen, im Achtelfinale unterlag er dem späteren Sieger Fan Zhendong mit 2:4. Im Mixed mit Sun Yingsha gewann er die Goldmedaille, weitere Titel folgten bei der Team-Weltmeisterschaft 2022 und im Einzel bei den WTT Cup Finals 2022. 2023 holte er bei der WM in Durban sowohl im Doppel mit Fan Zhendong als auch im Mixed mit Sun Yingsha den Titel, im Einzelfinale unterlag er seinem Doppelpartner Fan mit 3:4. Im Juli 2023 wurde er erstmals Weltranglistenerster, bei den WTT Finals holte er zum zweiten Mal den Titel.
2024 wiederholte Wang den Gewinn des Mannschaftstitels bei der Team-WM in Busan und konnte zum ersten Mal an den Olympischen Spielen teilnehmen. Mit der Mannschaft sowie im Mixed mit Sun Yingsha holte er Gold, im Einzel schied er dagegen überraschend in der zweiten Runde gegen Truls Möregårdh aus. Nachdem er auch beim China Smash, der Asienmeisterschaft und dem WTT Champions Frankfurt unerwartete Niederlagen erlitten hatte, gewann er im November zum dritten Mal in Folge die WTT Finals.
2025 wurde er bei den Weltmeisterschaften in Doha Weltmeister im Herren-Einzel sowie zusammen mit Sun Yingsha im Mixed.

## Turnierergebnisse
Nennung von Ergebnissen der World Tour/Challenge Series/WTT Series nur bei mindestens einem Medaillengewinn.
| Verband | Veranstaltung               | Jahr | Ort               | Land | Einzel        | Doppel        | Mixed         | Team | U-21       |
| ------- | --------------------------- | ---- | ----------------- | ---- | ------------- | ------------- | ------------- | ---- | ---------- |
| CHN     | Asian Cup                   | 2022 | Bangkok           | THA  | Viertelfinale |               |               |      |            |
| CHN     | Asienmeisterschaft          | 2024 | Astana            | KAZ  | Viertelfinale |               |               | Gold |            |
| CHN     | Asienmeisterschaft          | 2023 | Pyeongchang       | KOR  | letzte 64     | Silber        |               | Gold |            |
| CHN     | Asienmeisterschaft          | 2019 | Yogyakarta        | IDN  | Viertelfinale |               | Silber        | Gold |            |
| CHN     | Jugend-Asienmeisterschaft   | 2017 | Asan              | KOR  | Gold          | Viertelfinale | Gold          | Gold |            |
| CHN     | Jugend-Asienmeisterschaft   | 2015 | Kuala Lumpur      | MAS  | Viertelfinale | Viertelfinale |               | Gold |            |
| CHN     | Jugend-Asienmeisterschaft   | 2013 | Doha              | QAT  | Silber        |               |               | Gold |            |
| CHN     | Asienspiele                 | 2022 | Hangzhou          | CHN  | Gold          | Gold          | Gold          | Gold |            |
| CHN     | Asienspiele                 | 2018 | Jakarta           | INA  |               |               | Gold          | Gold |            |
| CHN     | Olympische Spiele           | 2024 | Paris             | FRA  | letzte 32     |               | Gold          | Gold |            |
| CHN     | Olympische Jugendspiele     | 2018 | Buenos Aires      | ARG  | Gold          |               |               | Gold |            |
| CHN     | Grand Smash                 | 2025 | Las Vegas         | USA  | Gold          | Halbfinale    |               |      |            |
| CHN     | Grand Smash                 | 2025 | Singapur          | SGP  | Halbfinale    | Gold          |               |      |            |
| CHN     | Grand Smash                 | 2024 | Peking            | CHN  | letzte 32     | Gold          |               |      |            |
| CHN     | Grand Smash                 | 2024 | Dschidda          | KSA  | Gold          | Gold          | Gold          |      |            |
| CHN     | Grand Smash                 | 2024 | Singapur          | SGP  | Gold          | Silber        | Gold          |      |            |
| CHN     | Grand Smash                 | 2023 | Singapur          | SGP  | Halbfinale    | Gold          | Gold          |      |            |
| CHN     | Grand Smash                 | 2022 | Singapur          | SGP  | letzte 16     | Gold          | Gold          |      |            |
| CHN     | WTT Series (Champions)      | 2025 | Yokohama          | JPN  | Silber        |               |               |      |            |
| CHN     | WTT Series (Champions)      | 2025 | Chongqing         | CHN  | Gold          |               |               |      |            |
| CHN     | WTT Series (Champions)      | 2024 | Macau             | MAC  | Halbfinale    |               |               |      |            |
| CHN     | WTT Series (Champions)      | 2024 | Chongqing         | CHN  | Silber        |               |               |      |            |
| CHN     | WTT Series (Contender)      | 2024 | Taiyuan           | CHN  |               | Silber        | Viertelfinale |      |            |
| CHN     | WTT Series (Contender)      | 2024 | Doha              | QAT  |               |               | Gold          |      |            |
| CHN     | WTT Series (Star Contender) | 2024 | Doha              | QAT  | Gold          | Silber        | Gold          |      |            |
| CHN     | WTT Series (Contender)      | 2023 | Taiyuan           | CHN  | letzte 32     | Silber        | Silber        |      |            |
| CHN     | WTT Series (Champions)      | 2023 | Frankfurt am Main | GER  | Halbfinale    |               |               |      |            |
| CHN     | WTT Series (Star Contender) | 2023 | Lanzhou           | CHN  | Gold          |               | Halbfinale    |      |            |
| CHN     | WTT Series (Star Contender) | 2023 | Ljubljana         | SLO  | Silber        |               | Gold          |      |            |
| CHN     | WTT Series (Contender)      | 2023 | Zagreb            | HRV  |               |               | Gold          |      |            |
| CHN     | WTT Series (Champions)      | 2023 | Macau             | MAC  | Gold          |               |               |      |            |
| CHN     | WTT Series (Champions)      | 2022 | Macau             | MAC  | Gold          |               |               |      |            |
| CHN     | WTT Series (Star Contender) | 2022 | Budapest          | HUN  | Gold          | Halbfinale    | Gold          |      |            |
| CHN     | WTT Series (Contender)      | 2022 | Maskat            | OMA  | Viertelfinale | Viertelfinale | Gold          |      |            |
| CHN     | WTT Series (Contender)      | 2021 | Novo mesto        | SLO  | Silber        | Silber        | Gold          |      |            |
| CHN     | WTT Series (Contender)      | 2021 | Laško             | SLO  | Viertelfinale | Halbfinale    | Gold          |      |            |
| CHN     | ITTF World Tour             | 2020 | Doha              | QAT  | Halbfinale    | Halbfinale    | Silber        |      |            |
| CHN     | ITTF World Tour             | 2019 | Bremen            | GER  | letzte 16     |               | Silber        |      |            |
| CHN     | ITTF World Tour             | 2019 | Stockholm         | SWE  | Gold          |               |               |      |            |
| CHN     | ITTF World Tour             | 2019 | Geelong           | AUS  | Silber        |               |               |      |            |
| CHN     | ITTF World Tour             | 2019 | Busan             | KOR  | Halbfinale    |               |               |      |            |
| CHN     | ITTF World Tour             | 2019 | Shenzhen          | CHN  | Qual.         | Silber        |               |      |            |
| CHN     | ITTF World Tour             | 2019 | Budapest          | HUN  | Silber        |               |               |      |            |
| CHN     | ITTF World Tour             | 2018 | Daejeon           | KOR  | Qual.         | Halbfinale    | Silber        |      |            |
| CHN     | ITTF World Tour             | 2018 | Budapest          | HUN  | Silber        |               |               |      |            |
| CHN     | ITTF World Tour             | 2014 | Santos            | BRA  | Halbfinale    |               |               |      | Halbfinale |
| CHN     | ITTF World Tour             | 2014 | Buenos Aires      | ARG  | Viertelfinale |               |               |      | Silber     |
| CHN     | WTT Finals                  | 2024 | Fukuoka           | JPN  | Gold          |               |               |      |            |
| CHN     | WTT Finals                  | 2023 | Doha              | QAT  | Gold          | Halbfinale    |               |      |            |
| CHN     | WTT Cup Finals              | 2022 | Xinxiang          | CHN  | Gold          |               |               |      |            |
| CHN     | WTT Cup Finals              | 2021 | Singapur          | SGP  | Halbfinale    |               |               |      |            |
| CHN     | World Cup                   | 2025 | Macau             | MAC  | Halbfinale    |               |               |      |            |
| CHN     | World Cup                   | 2024 | Macau             | MAC  | Halbfinale    |               |               |      |            |
| CHN     | Weltmeisterschaft           | 2025 | Doha              | QAT  | Gold          |               | Gold          |      |            |
| CHN     | Weltmeisterschaft           | 2024 | Busan             | KOR  |               |               |               | Gold |            |
| CHN     | Weltmeisterschaft           | 2023 | Durban            | RSA  | Silber        | Gold          | Gold          |      |            |
| CHN     | Weltmeisterschaft           | 2022 | Chengdu           | CHN  |               |               |               | Gold |            |
| CHN     | Weltmeisterschaft           | 2021 | Houston           | USA  | letzte 16     | Viertelfinale | Gold          |      |            |
| CHN     | Weltmeisterschaft           | 2019 | Budapest          | CHN  |               | Gold          |               |      |            |
| CHN     | Weltmeisterschaft           | 2018 | Halmstad          | SWE  |               |               |               | Gold |            |
| CHN     | Jugend-Weltmeisterschaft    | 2017 | Riva del Garda    | ITA  | Halbfinale    | Gold          | Halbfinale    | Gold |            |
| CHN     | Jugend-Weltmeisterschaft    | 2015 | Vendée            | FRA  | Halbfinale    | Gold          | Silber        | Gold |            |
| CHN     | Jugend-Weltmeisterschaft    | 2014 | Shanghai          | CHN  | Viertelfinale | Halbfinale    | Gold          | Gold |            |